# ۲۶ ژوئیه
۲۶ ژوئیه/جولای در تقویم گرگوری، دویست و هفتمین (در سال‌های کبیسه دویست و هشتمین) روز سال است. ۱۵۸ روز تا پایان سال باقی است.

## رویدادها
- ۱۸۴۷ - اعلام استقلال لیبریا
- ۱۹۴۵ - پیروزی حزب کارگر در انتخابات عمومی انگلستان و کنار رفتن وینستون چرچیل از قدرت
- ۱۹۴۵ - جنگ جهانی دوم: اعلان پوتسدام در پوتسدام آلمان به تصویب رسید
- ۱۹۷۹ – تهران - گسسته شدن مناسبات دیپلماتیک ایران و مصر

## زادروزها
- ۱۶۷۸ - یوزف یکم، امپراتور روم و پادشاه مجارستان، بوهم و آلمان.
- ۱۷۹۱ - فرانتس کساور ولفگانگ موتسارت، آهنگساز و نوازنده اهل اتریش.
- ۱۸۴۲ - آلفرد مارشال، اقتصاددان اهل انگلستان.
- ۱۸۵۵ - فردیناند تونیس، فیلسوف و جامعه‌شناس آلمانی.
- ۱۸۵۶ - جورج برنارد شاو، منتقد، نمایشنامه‌نویس و فعال سیاسی اهل ایرلند.
- ۱۸۶۵ - فیلیپ شایدمان، سیاستمدار آلمانی.
- ۱۸۷۵ - کارل گوستاو یونگ، فیلسوف و روانپزشک اهل سوئیس.
- ۱۸۹۳ - گئورگه گروس، نقاش و عکاس آلمانی.
- ۱۸۹۴ - آلدوس هاکسلی، نویسنده بریتانیایی.
- ۱۹۱۴ - سی. فاریس برایانت، سیاستمدار آمریکایی.
- ۱۹۱۴ - بلیک ادواردز، کارگردان و تهیه کننده آمریکایی.
- ۱۹۲۸ - فرانچسکو کسیگا، سیاستمدار ایتالیایی.
- ۱۹۲۸ - استنلی کوبریک، کارگردان آمریکایی.
- ۱۹۴۳ - میک جگر، خواننده اهل انگلستان.
- ۱۹۵۱ - برناردو آچاگا، نویسنده اسپانیایی.
- ۱۹۵۹ - کوین اسپیسی، بازیگر آمریکایی.
- ۱۹۶۴ - ساندرا بولاک، بازیگر اهل آمریکا.
- ۱۹۶۷ - جیسون استاتهام، بازیگر انگلیسی.
- ۱۹۷۳ - کیت بکینسیل، بازیگر انگلیسی.
- ۱۹۸۱ - مایکون، بازیکن فوتبال اهل برزیل.
- ۱۹۸۶ - مونیکا ریموند، بازیگر اهل آمریکا.
- ۱۹۸۷ - پاناگیوتیس کونه، بازیکن فوتبال اهل یونان.
- ۱۹۸۸ - سایاکا آکیموتو، بازیگر و خواننده اهل ژاپن.
- ۱۹۹۳ - تیلور مامسن، خواننده، بازیگر و مدل آمریکایی.
- ۲۰۰۰ - توماسین مکنزی، بازیگر اهل نیوزیلند.

## درگذشت‌ها
- ۱۳۸۰ - امپراتور کومیو، امپراتور ژاپن.
- ۱۴۷۱ - پل دوم، پاپ کلیسای کاتولیک رم.
- ۱۶۸۰ - جان ویلموت، شاعر انگلیسی.
- ۱۸۶۷ - اوتو، پادشاه یونان.
- ۱۹۱۵ - جیمز موری، زبان‌شناس اسکاتلندی.
- ۱۹۲۵ - ویلیام جنینگز برایان، سیاستمدار اهل آمریکا.
- ۱۹۳۴ - وینسور مک‌کی، سازنده انیمیشن اهل آمریکا.
- ۱۹۷۱ - دیان آربس، عکاس آمریکایی.
- ۱۹۸۶ - آورل هریمن، بازرگان و سیاستمدار اهل آمریکا.
- ۱۹۸۸. فضل‌الرحمان ملک، پژوهشگر و متفکر پاکستانی.
- ۱۹۹۳ - متیو ریجوی، نظامی آمریکایی.
- ۲۰۱۵ - فلورا مک دونالد، سیاستمدار کانادایی.
- ۲۰۱۸ - آدم دماچی، نویسنده و سیاستمدار اهل کوزوو و آلبانی.
- ۲۰۲۳ - شینید اوکانر، خواننده ایرلندی.